# John Adams (Filmproduzent)
John Adams (* vor 1930) ist/war ein US-amerikanischer Filmproduzent und Filmregisseur, der für einen Oscar nominiert war.
Bei dem 1951 veröffentlichten Kurzfilm The Guest trat Adams als Co-Produzent in Erscheinung. Gezeigt wird ein Schuhmacher, der seit dem Tod seiner Frau und seines Kindes zum religiösen Skeptiker geworden ist. Ein Traum, in dem Gott zu ihm spricht, hat entscheidenden Einfluss auf den weiteren Verlauf seines Lebens.
Adams war 1954 gemeinsam mit John Healy für einen Oscar in der Kategorie „Bester Dokumentarfilm (Kurzfilm)“ mit und für den Film The Word nominiert. Der Film handelt von Frank Laubach und dessen Bemühungen, Analphabeten die Möglichkeit zu eröffnen, Lesen zu lernen. Die Auszeichnung ging jedoch an Walt Disney und dessen Film The Alaskan Eskimo, der sich mit den Lebensbedingungen der Eskimos in Alaska befasst.
Über Adams Lebensweg davor und danach ist nichts bekannt.